# Chapeh
Chapeh (persiska: Chapānlū, چپه) är en ort i Iran.   Den ligger i provinsen Nordkhorasan, i den nordöstra delen av landet, 600 km öster om huvudstaden Teheran. Chapeh ligger 1 711 meter över havet och antalet invånare är 149.
Terrängen runt Chapeh är huvudsakligen kuperad, men åt sydväst är den bergig.Runt Chapeh är det ganska glesbefolkat, med 38 invånare per kvadratkilometer. Närmaste större samhälle är Ūghāz Tāzeh, 3,2 km norr om Chapeh. Trakten runt Chapeh består i huvudsak av gräsmarker.